# 沈思孝
沈思孝（1542年—1611年），字純父、純甫，號繼山，浙江嘉興縣人。明代政治人物。

## 生平
嘉靖二十一年（1542年）生。隆慶元年（1567年）丁卯科浙江鄉試舉人，隆慶二年（1568年）聯捷戊辰科会试128名，三甲64名進士。高拱想要用他為屬官，但被思孝拒絕，出京為廣東番禺知縣，並糾正兩廣總督殷正茂與洋人通商的政策。沈思孝认为此举易引来海盗，加以阻止。
萬曆初年，升為刑部主事。万历五年十月二十日，因與艾穆一起上書，反對張居正奪情，說是“位极人臣，反不修匹夫常节。”結果艾穆、沈思孝各受刑八十杖，昏死过去，三天后才苏醒过来。之後遣戍神電衛。張居正死，起復原官，升任光祿寺少卿，又遷太常寺少卿，被御史龔仲慶攻擊，改任順天府尹，又被彈劾，改調南京太僕寺卿，最後沈思孝告病辭官。
吏部尚書陸光祖起用為南京光祿寺卿，又升任僉都御史，陝西巡撫。在寧夏征討叛亂時與魏學曾意見不合，而後被給事中侯慶遠彈劾，說思孝放棄邊關，只敢躲在內部，守著妻小。朝廷將思孝改任為河南巡撫，思孝推辭，而後被改為大理寺卿。
宦官郝金假傳太后旨意被捕，刑部為郝金脫罪，但沈思孝反對，說要處以極刑，皇帝提拔沈思孝為工部侍郎。陝西必須進貢大量羊絨，是當地的一大負擔，思孝上奏求情，朝廷同意減少四成，升右都御史，協助辦理馬政。給事中楊東明、鄒廷彥相繼攻擊，皇帝處罰了楊東明與鄒廷彥。
萬曆二十三年，日人豐臣秀吉入侵朝鮮，是為朝鮮之役，明朝官員們打算媾和，說要封秀吉為日本國王，沈思孝奏請力戰，斥責主和派。此時其友丁此呂被吏部尚書孫丕揚藉由考察的機會貶斥，沈思孝因而捲入黨爭，與孫丕揚等人爭執，蔣時馨也懷疑自己遭到沈思孝陷害，於是陷入大量的陰謀論。沈思孝辭官歸里。歸家十餘年，杜門不出，萬暦三十九年（1611年）去世，年七十。
天啟年間，贈太子少保。思孝以正直闻名於天下，然而其重義氣、又好胜，動輒得罪朝臣。

## 著作
有《行戌稿》、《郊居稿》、《西征稿》、《陆沈稿》、《溪山堂集》、《吾美堂集》、《檇李诗繋》。子沈士皐，字汝迈，有《滋兰馆集》。

## 家族
曾祖沈璧，援例千户，贈知县。祖父沈鍨，驿丞。父沈英華。母陳氏。重庆下。弟思明、思齊、思诚、思憲、思道、思充、思進、思宸、思通、思慶、思述。

## 延伸阅读
[在维基数据编辑]
 《明史卷二百二十九》，出自《明史》

| 官衔          | 官衔                                      | 官衔          |
| ------------- | ----------------------------------------- | ------------- |
| 前任： 陳鴻猷 | 明朝番禺縣知縣 隆慶四年-萬曆元年          | 繼任： 詹啓東 |
| 前任： 徐元太 | 明朝順天府府尹 萬曆十三年（1585年）上任   | 繼任： 王用汲 |
| 前任： 吳自新 | 明朝河南巡撫（未任） 萬曆二十年（1592年） | 繼任： 趙世卿 |